# Bürgerkredit
Der Bürgerkredit (auch Bürgerdarlehen) stellt eine alternative Finanzierungsform für kommunale Gebietskörperschaften oder Kommunalunternehmen dar, die als Alternative zu konventionellen Kommunalkrediten oder Kommunalanleihen genutzt werden kann. Im Rahmen eines Bürgerkredit-Projektes wird benötigtes Fremdkapital für Investitions- oder Kassenkredite direkt bei Privatpersonen aufgenommen.

## Geschichte
Im Juli 2009, während einer öffentlichen Bürgerstunde zur Haushaltslage der Stadt Quickborn, entstand die Idee des Bürgerkredits. Die Idee trug in dieser Bürgerstunde die Quickbornerin Cornelia Dommel vor, eine Wirtschaftsinformatikerin. Die Stadt nahm ohne Umweg über ein Kreditinstitut direkt bei Bürgern ein einjähriges Darlehen auf.
Die eingezahlten Beträge der Bürger wurden mit 3 % p. a. verzinst. Der Mindestanlagebetrag einer einzelnen Anlage belief sich auf 5.000 Euro. Zum damaligen Zeitpunkt war dies ca. 1 % günstiger als ein vergleichbarer Kommunalkredit. Insgesamt wurden von 80 Privatpersonen 4 Millionen Euro eingesammelt.
Da das Einsammeln von „unbedingt rückzahlbaren Geldern des Publikums“ jedoch den Tatbestand des Betreibens von Einlagengeschäft nach § 1 Abs. 1 Satz 2 Nr. 1 KWG darstellt, schritt die Bundesanstalt für Finanzdienstleistungsaufsicht (BaFin) ein und untersagte in Kooperation mit der kommunalen Rechtsaufsicht das Geschäft. Um Einlagengeschäft betreiben zu dürfen, ist in Deutschland eine sog. Banklizenz vonnöten, die Gebietskörperschaften per se nicht erhalten können. Die BaFin entschied jedoch, dass bereits abgeschlossene Verträge ihre Gültigkeit behalten sollten und nicht rückabgewickelt werden mussten.
Um dennoch weiterhin Bürgerkredite aufnehmen zu können, entschied sich die Quickborner Stadtführung für ein neues Projekt zur Kooperation mit einer Willicher Bank. Im zweiten Anlauf sammelte die Stadt ca. 1,065 Millionen Euro von 30 Anlegern ein. Es wurden Zinsen von 1,5 % für ein einjähriges und 2,6 % für ein fünfjähriges Darlehen gezahlt.
Mit dem aufgenommenen Geld wurden sowohl eine Schule als auch das örtliche Feuerwehrhaus saniert.

## Meinungen
Aus Sicht der Kommune kann ein Bürgerkredit eine günstigere Alternative zur konventionellen Kreditaufnahme bei einer Geschäftsbank darstellen. Auch Inhaberschuldverschreibungen als Finanzierungsquelle gestalten sich wegen der aufwendigen Emission und Rechtsberatung deutlich teurer als Bürgerdarlehen.
Darüber hinaus wird die Abhängigkeit von Banken reduziert und eventuelle Kreditrahmen müssen nicht vollständig ausgeschöpft werden. Unter Umständen kann die Nutzung eines Bürgerkredits die Partizipation der Bürger in der Kommune und die Identifikation mit ihr langfristig fördern. „Das Bürgerdarlehen trägt zur Bündelung der politischen Verantwortung für finanziell belastende Entscheidungen auf dezentraler Ebene bei.“
Da die Insolvenz von Kommunen laut deutschem Insolvenzrecht ausgeschlossen ist und der vertikale Finanzausgleich die Liquidität der Gemeinden sichert, gelten Kommunen als erstklassige Schuldner. Auch die Kompetenzen der kommunalen Aufsichtsbehörden sichern die Solvenz deutscher Gebietskörperschaften. Damit ist eine Investition in einen Bürgerkredit sicherer als eine Einlage bei einem Kreditinstitut.
„Der Vorteil ist, so paradox es klingen mag, dass man sich die Konflikte der kommunalen Verschuldung direkt in den Gemeinderat und in die Bürgerversammlung holt.“